# Артур Грегор
Артур Грегор (1890—1948) — американський драматург і кінорежисер австрійського походження.

## Вибрана фільмографія
- The Count of Luxembourg[en] (1926)
- Say It with Diamonds[en] (1927)
- Women's Wares[en] (1927)
- Phyllis of the Follies[en] (1928)
- The Scarlet Dove[en] (1928)
- What Price Decency[en] (1933)